# Emboscada de Crossbarry
A Emboscada de Crossbarry foi um combate que aconteceu em 19 de março de 1921 e foi a maior batalha convencional da guerra de independência da Irlanda. Aconteceu na zona rural de Crossbarry, no Condado de Cork, a cerca de 20 km ao sul da cidade de Cork. Cerca de cem voluntários do Exército Republicano Irlandês (IRA) escaparam de uma emboscada de cerca de 1 300 soldados ingleses. Os irlandeses conseguiram abrir caminho a bala e escapar, sendo que, nesse processo, foram mortos 30 militares britânicos e três homens do IRA.